# Tomasz Kucharski
Tomasz Bogusław Kucharski (Gorzów Wielkopolski, 16 de febrero de 1974) es un deportista polaco que compitió en remo.
Participó en dos Juegos Olímpicos de Verano, obteniendo dos medallas, oro en Sídney 2000 y oro en Atenas 2004, en la prueba de doble scull ligero.
Ganó cinco medallas en el Campeonato Mundial de Remo entre los años 1997 y 2003.

## Palmarés internacional
| Juegos Olímpicos   | Juegos Olímpicos       | Juegos Olímpicos | Juegos Olímpicos   |
| Año                | Lugar                  | Medalla          | Prueba             |
| ------------------ | ---------------------- | ---------------- | ------------------ |
| 2000               | Sídney (Australia)     | Medalla de oro   | Doble scull ligero |
| 2004               | Atenas (Grecia)        | Medalla de oro   | Doble scull ligero |
| Campeonato Mundial |                        |                  |                    |
| Año                | Lugar                  | Medalla          | Prueba             |
| 1997               | Aiguebelette (Francia) | Medalla de oro   | Doble scull ligero |
| 1998               | Colonia (Alemania)     | Medalla de oro   | Doble scull ligero |
| 2001               | Lucerna (Suiza)        | Medalla de plata | Doble scull ligero |
| 2002               | Sevilla (España)       | Medalla de plata | Doble scull ligero |
| 2003               | Milán (Italia)         | Medalla de plata | Doble scull ligero |